# 台湾鉄路管理局DR2900型気動車
台湾鉄路管理局DR2900型気動車（たいわんてつろかんりきょくDR2900がたきどうしゃ）は、かつて台湾鉄路管理局（台鉄）で運行されていた気動車である。

## 概要
台湾鉄路管理局では、1982年（民国71年）7月に東部幹線を開通し、それにあわせて製造したDR2800型45両により、「自強号」の運行を開始した。自強号の人気は非常に高く、常に満員状態が続いたため、輸送力増強のために1986年に製造したのが本形式である。DR2900型10両、DR2950型5両の合計15両が製造された。

## 車両概要
DR2900型は、DR2800型同様に、両端に動力車のDR2900型と、その中間に、電源用発電機を装備した付随車のDR2950型を連結した3両編成を1ユニットとしており、最大5ユニットを連結した15両編成で使用される。
車体は、DR2800型同様ステンレス製としたが、DR2800型が、車体の裾部を絞り込ませる形状なのに対し、本形式では絞込みを廃した。またDR2800型では車内に設置していた空調設備を屋根上に移動したため、定員増加を図ることが可能になった。その他の車内設備は、DR2800型に準じている。
客用扉は手動式の折戸で、DR2900型は片側1箇所なのに対し、DR2950型では2箇所となった。なお2009年の更新修繕の際に、自動扉に変更された。
エンジンは、走行用・発電用ともカミンズ製NT855R4の水平型（出力310HP・回転数2,100rpm）を採用し、各車両に1基ずつ搭載したが、後にDR3000型と同じエンジンに更新され、出力も350HPに向上した。一方、DR2950型に設置されている発電用エンジンは出力270HPであり、1ユニット内で使用する各種電源をまかなっている。

## 運用
DR2900型は、2013年より台東機務分段に集中配置され、東部幹線の自強号として使用されていた。その他、屏東線の全線電化完了まで、潮州－枋寮間の区間車にも使われていた。
2023年4月25日に定期運用から引退し、4月26日の樹林ー花蓮間の臨時列車での運行にて引退した。